# Büyükörence
Büyükörence ist ein Dorf im Landkreis Çemişgezek der türkischen Provinz Tunceli. Im Jahre 2011 lebten in Büyükörence 124 Menschen.